# Hartmut Hoffmann (Historiker)
Hartmut Hoffmann (* 4. Mai 1930 in Berlin; † 16. April 2016 in Göttingen) war ein deutscher Historiker. Hoffmann machte sich in der Fachwelt mit paläographischen Forschungen zu den Skriptorien des mittelalterlichen Reiches im 10. und 11. Jahrhundert einen Namen.

## Leben und Wirken
Hartmut Hoffmann wurde als Zweitältester von insgesamt fünf Söhnen und einer Tochter geboren. Hoffmann besuchte Humanistische Gymnasien in Braunschweig, Torgau und in Frankfurt am Main. Er legte Ende 1946 in Frankfurt das Abitur ab. Sein Vater war Amtsgerichtsrat und geriet bei Kriegsende in amerikanische Kriegsgefangenschaft. Die beiden ältesten Söhne mussten daraufhin die Familie ernähren. Hoffmann begann deshalb 1946 eine Ausbildung zum Dolmetscher für Englisch. Als solcher war er zwei Jahre für die Amerikaner tätig. Ab dem Wintersemester 1948/49 studierte er Philosophie, Kunstgeschichte, Germanistik, Geschichte und lateinische Philologie an den Universitäten Frankfurt am Main, Marburg und Köln. Im Jahr 1954 wurde er in Marburg mit der von Helmut Beumann betreuten Arbeit Untersuchungen zur karolingischen Annalistik promoviert. An der Universität Bonn übernahm er 1957 eine Assistentenstelle.
Zur Vorbereitung der Habilitation ging Hoffmann als Stipendiat der französischen Regierung nach Paris. Seine Habilitation erfolgte 1961 in Bonn wiederum bei Beumann mit der Arbeit Gottesfriede und Treuga Dei. Die Arbeit wurde grundlegend zu den kirchlichen Friedensbemühungen in der hochmittelalterlichen Feudalgesellschaft Frankreichs. Als Nachfolger von Hermann Heimpel lehrte Hoffmann von 1967 bis zu seiner Emeritierung als Professor für mittlere und neuere Geschichte an der Universität Göttingen. Er war 1982/1983 Forschungsstipendiat des Historischen Kollegs München. Zu seinen bedeutendsten akademischen Schülern gehörten unter anderem Heinrich Dormeier, Stefan Petersen, Eva Schlotheuber, Ulrich Rasche und Ulrich Schwarz. In seinen letzten Lebensjahren litt Hoffmann an Parkinson.
Hoffmann legte 13 Monographien bzw. Editionen und über achtzig Aufsätze vorwiegend zur mittelalterlichen Geistes- und Kulturgeschichte vor. Thematisch erstreckten sich seine Forschungen von der Herrschaftsbildung der Normannen in Unteritalien bis zum Braunschweiger Umland in der Agrarkrise des 14. Jahrhunderts. Im Jahr 1980 hat er in der Reihe Scriptores der MGH eine neue Ausgabe der Chronik von Montecassino vorgelegt, der zahlreiche Aufsätze zur Geschichte und Historiographie Süditaliens in langobardischer und normannischer Zeit vorausgegangen waren, darunter zu den Anfängen der Normannen und zur Legitimation von Herrschaft in Süditalien und zur Rolle, die dabei die Päpste spielten. Seit 1982 gehörte Hoffmann der Zentraldirektion der Monumenta Germaniae Historica (MGH) an. Von 1982 bis 1989 war er ordentliches Mitglied der Akademie der Wissenschaften zu Göttingen. Er legte 1991 zusammen mit Rudolf Pokorny eine Studie zum Dekret Burchards von Worms vor. Mit dieser kodikologischen und paläographischen Untersuchung der ältesten, zwischen 1015 und 1020/22 entstandenen Textzeugen (BAV, Pal. lat. 585/586 und Frankfurt, Stadt- und Universitätsbibliothek, Ms. Barth. 50), gab er der Burchard-Forschung zu zentralen Fragen der Entstehung, Arbeitsweise und Vorlagen neue Impulse. Als sein Hauptwerk gilt die zweibändige Darstellung Buchkunst und Königtum in ottonischer und frühsalischer Zeit (1986). Diese Monographie war zugleich eine Vorarbeit für seine im Jahr 2000 veröffentlichte Edition der Chronik des Richer von Reims. Hoffmann veröffentlichte 2004 mit Schreibschulen des 10. und des 11. Jahrhunderts im Südwesten des Deutschen Reichs ein Werk, das in alphabetischer Reihenfolge insgesamt 23 Skriptorien von Amorbach und Augsburg über Einsiedeln, Konstanz und Lorsch bis hin zu St. Gallen und Zürich behandelt. In dem Werk wurden etwa 900 Codices und Fragmente erfasst.
Hoffmanns Gründung einer „Stiftung für Handschriftenforschung“ an den Monumenta Germaniae Historica wurde von Howard Kaminsky und anderen Persönlichkeiten großzügig unterstützt. Bereits 1989 hatte Hoffmann seine umfangreiche Sammlung von rund 15.000 Fotos hochmittelalterlicher Handschrifte den MGH vermacht. Hoffmanns Nachlass, der von Hans Jakob Schuffels und Christian Schuffels geordnet und verzeichnet worden war, wird von Arno Mentzel-Reuters und Sarah Ewerling bearbeitet.

## Schriften (Auswahl)
Ein Schriftenverzeichnis zusammengestellt von Enno Bünz und Christian Schuffels in: Deutsches Archiv für Erforschung des Mittelalters 73, 2017, S. 239–250 (online).
- Schreibschulen und Buchmalerei. Handschriften und Texte des 9.–11. Jahrhunderts (= Monumenta Germaniae Historica. Schriften. Bd. 65). Hahn, Hannover 2012, ISBN 978-3-7752-5765-7.
- Die Würzburger Paulinenkommentare der Ottonenzeit (= Monumenta Germaniae Historica. Studien und Texte. Bd. 47). Hahn, Hannover 2009, ISBN 978-3-7752-5707-7.
- Schreibschulen des 10. und des 11. Jahrhunderts im Südwesten des Deutschen Reichs. Mit einem Beitrag von Elmar Hochholzer. 2 Teilbde. (= Monumenta Germaniae Historica. Schriften. Bd. 53). Hahn, Hannover 2004, ISBN 3-7752-5753-5.
- Mönchskönig und „rex idiota“. Studien zur Kirchenpolitik Heinrichs II. und Konrads II. (= Monumenta Germaniae Historica. Studien und Texte. Bd. 8). Hahn, Hannover 1993, ISBN 3-7752-5408-0.
- mit Rudolf Pokorny: Das Dekret des Bischofs Burchard von Worms. Textstufen – Frühe Verbreitung – Vorlagen (= Monumenta Germaniae Historica, Hilfsmittel. Bd. 12). Monumenta Germaniae Historica, München 1991, ISBN 3-88612-033-3.
- Gottesfriede und Treuga Dei (= Monumenta Germaniae Historica. Schriften. Bd. 20). Hiersemann, Stuttgart 1964 (Zugleich: Bonn, Universität, Habilitations-Schrift, 1960).
- Untersuchungen zur karolingischen Annalistik (= Bonner historische Forschungen. Bd. 10). Röhrscheid, Bonn 1958.

Editionen
- Die Chronik von Montecassino (= Monumenta Germaniae Historica, Scriptores (in Folio). Bd. 34). Hahn, Hannover 1980 (Digitalisat der MGH).
- Richer von Saint-Remi: Historiae (= Monumenta Germaniae Historica, Scriptores (in Folio). Bd. 38). Hahn, Hannover 2000 (Digitalisat der MGH).